# Castello di Bukovec
Il castello di Bukovec (in ceco zámek Bukovec) si trova nella città omonima del Distretto di Domažlice, Regione di Plzeň nella Repubblica Ceca. La sua storia inizia nel XII secolo

## Storia
Il castello viene menzionato per la prima volta nel 1177 in relazione ai fratelli Mutina e Dobrohost di Bukovec. A quel tempo sul sito attuale del castello fu costruita una fortezza e nel 1289 Jaroslav di Bukovec acquisì il vicino villaggio di Čečovice come feudo di Bukovec dove fu costruita un'altra fortezza. Nel 1364 i due comuni vicini si unirono e le due fortezze risultarono in possesso dei fratelli Jan Bušek e Vilém di Velhartic. Successivamente si ebbero altri proprietari come i signori di Rožmberk, di Ronsperg e di Gutštejn finché nel 1546 entrò tra i beni della famiglia Lobkowicz. La loro tenuta nella quale si trovava il castello fu confiscata e nel 1623 passò ai Trauttmansdorf che, nel 1771, fecero ricostruire la fortezza in forme di un castello barocco leggermente classicista. Questa famiglia principesca non utilizzò come residenza il castello e, dopo la riforma agraria dell'inizio della prima repubblica, il castello fu trasferito alla chiesa locale perché precedentemente utilizzato come canonica. La chiesa fu confiscata dopo il 1948 e nella struttura venne insediata la locale cooperativa agricola. Dopo la rivoluzione ritornò nuovamente nelle mani della Chiesa e il movimento selesiano Náruč decise per la sua parziale ricostruzione.

## Descrizione
Il castello si trova a Bukovec, città della Regione di Plzeň nella Repubblica Ceca. La struttura è semplice a pianta pianta rettangolare ed è parzialmente interrata. Il primo piano un tempo costituiva il piano terra della fortezza originaria e conserva elementi gotici. Il secondo piano svolgeva la sua funzione già nel medioevo e i passaggi sotterranei che purtroppo sono stati interrati conducevano da lì al castello di Čečovice e al castello di Horšovské Týn. Il piano terra presenta un raro soffitto ligneo rinascimentale. Al piano superiore è parzialmente conservata la decorazione in stucco. Il tetto mansardato è a padiglione con falde. Nel colmo del tetto vi sono due camini intonacati in muratura. Il castello è di proprietà privata ed è inaccessibile al pubblico.

### Monumento culturale della Repubblica Ceca
La tutela dei monumenti della Repubblica Ceca considera il castello di Bukovec un monumento culturale tutelato col numero di catalogo 1000159531.